# Palast der Republik
Het Palast der Republik was een gebouw in Berlijn, dat ten tijde van de DDR werd gebouwd om de Volkskammer en een cultuurcentrum te huisvesten. De sloop is op 2 december 2008 met het neerhalen van het laatste trappenhuis afgerond.
Het Palast der Republik werd op 23 april 1976 geopend aan de Marx-Engels-Platz, de huidige Schloßplatz (nabij Unter den Linden) in het hart van Oost-Berlijn, na een bouwtijd van 32 maanden onder leiding van architect Heinz Graffunder. Het moest een toonbeeld zijn van de vooruitgang van de DDR. Opvallend was het gebouw zeker, met grote goudkleurige spiegelende platen aan de buitenkant. Binnen werd het gebouw met talrijke grote bolvormige lampen verlicht, waardoor het de spotnaam Erichs Lampenladen of Honnies Lampenladen (de lampenwinkel van Erich Honecker) kreeg.
Voor DDR-begrippen was het gebouw zeer toegankelijk. Behalve de vergaderingen van het Oost-Duitse parlement, de Volkskammer, vonden er talrijke bijeenkomsten en concerten plaats. Ook kon men op sommige uren gebruikmaken van een publiek café-restaurant. Overigens waren de prijzen, die men daar voor verteringen moest betalen, aanzienlijk hoger dan in de 'normale' horecabedrijven.
Veel DDR-burgers maakten ook van het gebouw gebruik, omdat er zich een groot aantal werkende telefooncellen in bevond, en veel mensen in de DDR geen eigen telefoon hadden.

## Afbraak

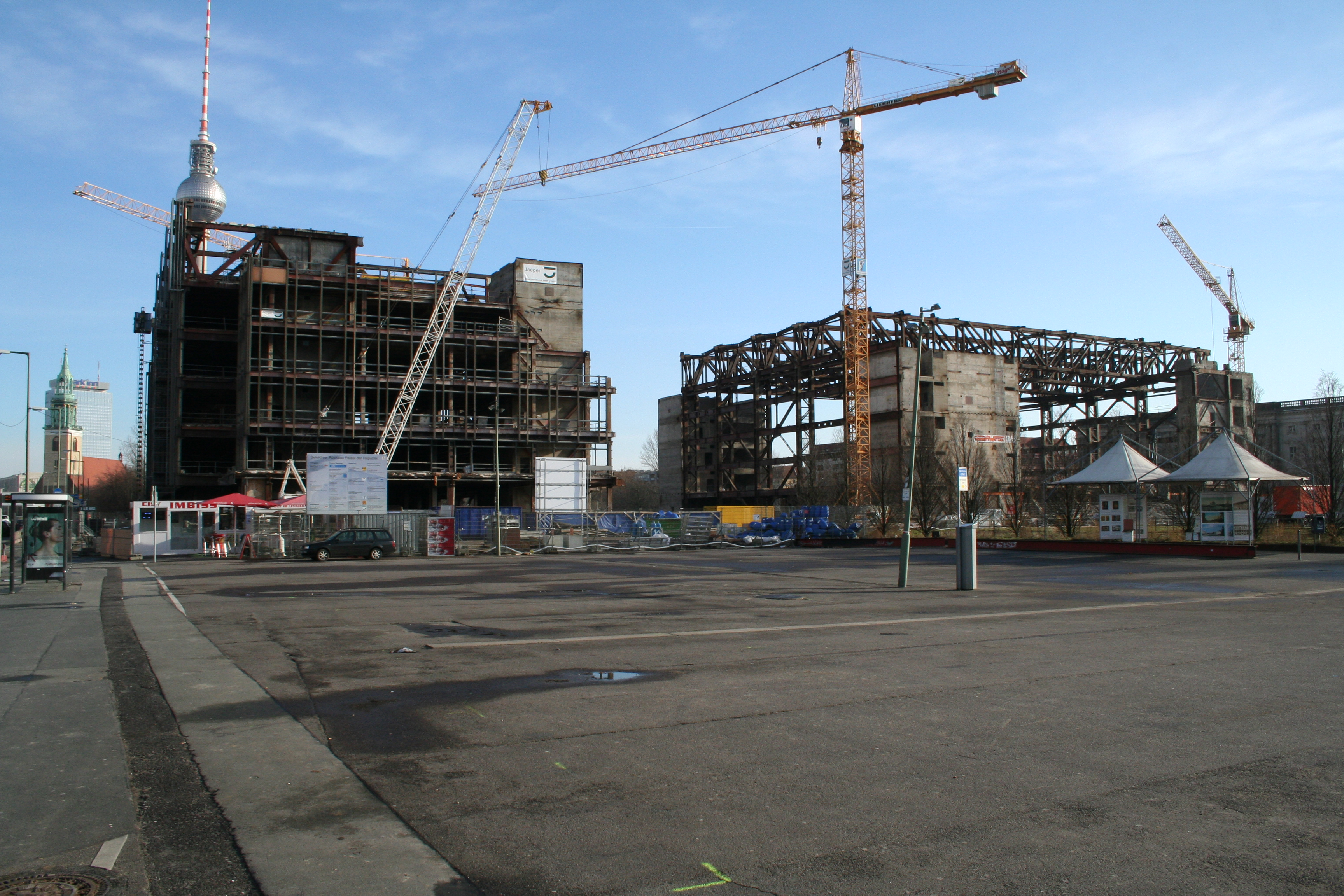
Afbraak van de Palast der Republik in januari 2008

Na de Duitse hereniging in 1989 voelde het nieuwe Berlijnse stadsbestuur zich ongemakkelijk met dit opzichtige symbool van de voormalige DDR. Toen werd vastgesteld dat zich talrijke asbestplaten in het gebouw bevonden, was het lot van het Palast bezegeld. Nadat enkele malen ad-hocevenementen in het gebouw waren toegestaan, begon in 2006 de sloop. Oorspronkelijk was het einde van de afbraak gepland voor midden 2007, maar doordat steeds meer asbest gevonden werd is toen deze datum opgeschoven naar het voorjaar van 2008. De sloop werd uiteindelijk 32 maanden later voltooid.
Rond 35.000 ton staal van de hoofddraagconstructie is verscheept naar de Verenigde Arabische Emiraten, en is hergebruikt voor de bouw van de Burj Khalifa.

### Herbouw Berliner Stadtschloss
Op 3 juli 2007 werd bekendgemaakt dat men aan de Schlossplatz het verdwenen Berliner Stadtschloss van de Hohenzollerns zou gaan herbouwen. In 2010 is met de bouw begonnen en tegen 2013 had het slot klaar moeten zijn. Op 12 juni 2013 werd echter pas officieel de eerste steen gelegd door de Duitse Bondspresident. Pas in 2021 is het gebouw, dat de naam Humboldt Forum heeft gekregen, opgeleverd. In het gebouw zijn de niet-Europese verzamelingen van de Staatliche Museen zu Berlin en de boekencollecties van de Humboldt-Universiteit en de Berlijnse stadsbibliotheek ondergebracht. Ook is er een agora, een ruimte om publieksuitvoeringen te houden. Van buiten zien drie van de vier gevels er weer uit zoals het Stadtschloss van vroeger, van binnen heeft het een compleet nieuwe indeling gekregen. 